# هینسدورف
هینسدورف (به آلمانی: Hinsdorf) یک منطقهٔ مسکونی در آلمان است که در زودلیشس آنهالت واقع شده‌است. هینسدورف  ۵۲۲ نفر جمعیت دارد.